# 格林卡斯爾鎮區 (愛荷華州馬歇爾縣)
格林卡斯爾鎮區（英語：Greencastle Township）是位於美國愛荷華州馬歇爾縣的一個行政鎮區。

## 地方資料
根據2010年美國人口普查的數據，格林卡斯爾鎮區的面積為94.13平方千米，當中陸地面積為94.04平方千米，而水域面積為0.09平方千米。當地共有人口1059人，而人口密度為每平方千米11.25人。